# Фабрика сапуна „Јован Влајчић и синови”
Фабрика сапуна „Јован Влајчић и синови” била је једна од најпознатијих фабрика у Лесковцу током 20. века. Основао је Милан Влајчић, син Јована Влајчића, 1926. године.

## Настанак и развој фабрике
Јован Влајчић почео је са производњом сапуна и миликерт свећа у малој радионици на Широкој чаршији 1872. године. Његови синови Тодор, Милан и Петар наставили су његовим путем саградивши фабрику на месту на коме се данас налази Лесковачки културни центар. Милан је био главни мајстор за кување сапуна, док су се преостала двојица фокусирала на фабрику у Београду која је накнадно изграђена, а за шта је посебно заслужан био Тодор који је на наговор оца изучио занат у Француској. Планирали су да направе још једну фабрику за коју су 1939. године куповали машине, али их је рат спречио у напорима.

## Други светски рат
За време окупације фабрика је правила домаћи сапун "басоап" коме је кумовао Тодор Влајчић, затим "мимоза" сапун, "мадона" сапун, "Мона Лиза" сапун, "Дафина" сапун и пасту за зубе "Каролина". Срушена је у бомбардовању Лесковца 1944. године. Фабрика у Београду је опстала још неко време, али су је после растурили за потребе Института у Улици Франше д'Епере.
Након бомбардовања Лесковца, кућа Милана Влајчића је уништена а власништво над фабриком је одузето породици од стране комунистичке власти.